# Чемпіонат Європи з боротьби 2017
Чемпіонат Європи з боротьби 2017 пройшов з 2 по 7 травня в місті Новий Сад, Сербія. 

## Розподіл нагород

### Загальний медальний залік
| Місце   | Країна      | Золото | Срібло | Бронза | Загалом |
| ------- | ----------- | ------ | ------ | ------ | ------- |
| 1       | Росія       | 5      | 4      | 7      | 16      |
| 2       | Туреччина   | 5      | 1      | 3      | 9       |
| 3       | Азербайджан | 2      | 3      | 3      | 8       |
| 4       | Болгарія    | 2      | 3      | 1      | 6       |
| 5       | Угорщина    | 2      | 2      | 4      | 8       |
| 6       | Грузія      | 2      | 0      | 5      | 7       |
| 7       | Норвегія    | 2      | 0      | 0      | 2       |
| 8       | Білорусь    | 1      | 5      | 3      | 9       |
| 9       | Сербія      | 1      | 1      | 1      | 3       |
| 10      | Польща      | 1      | 1      | 0      | 2       |
| 11      | Італія      | 1      | 0      | 1      | 2       |
| 12      | Молдова     | 0      | 1      | 2      | 3       |
| 12      | Україна     | 0      | 1      | 2      | 3       |
| 14      | Румунія     | 0      | 1      | 1      | 2       |
| 15      | Латвія      | 0      | 1      | 0      | 1       |
| 16      | Вірменія    | 0      | 0      | 4      | 4       |
| 17      | Німеччина   | 0      | 0      | 3      | 3       |
| 18      | Франція     | 0      | 0      | 2      | 2       |
| 18      | Швеція      | 0      | 0      | 2      | 2       |
| 20      | Хорватія    | 0      | 0      | 1      | 1       |
| 20      | Естонія     | 0      | 0      | 1      | 1       |
| 20      | Греція      | 0      | 0      | 1      | 1       |
| 20      | Словенія    | 0      | 0      | 1      | 1       |
| Загалом | Загалом     | 24     | 24     | 48     | 96      |

### Рейтинг команд
| Місце | Чоловіки, вільний стиль | Чоловіки, вільний стиль | Жінки, вільний стиль | Жінки, вільний стиль | Чоловіки, греко-римська | Чоловіки, греко-римська |
| Місце | Країна                  | Очки                    | Країна               | Очки                 | Країна                  | Очки                    |
| ----- | ----------------------- | ----------------------- | -------------------- | -------------------- | ----------------------- | ----------------------- |
| 1     | Росія                   | 62                      | Росія                | 55                   | Угорщина                | 57                      |
| 2     | Азербайджан             | 57                      | Азербайджан          | 45                   | Росія                   | 51                      |
| 3     | Туреччина               | 53                      | Білорусь             | 43                   | Білорусь                | 43                      |
| 4     | Грузія                  | 44                      | Україна              | 40                   | Туреччина               | 41                      |
| 5     | Вірменія                | 29                      | Німеччина            | 26                   | Болгарія                | 38                      |
| 6     | Болгарія                | 27                      | Болгарія             | 24                   | Грузія                  | 32                      |
| 7     | Польща                  | 21                      | Швеція               | 24                   | Сербія                  | 31                      |
| 8     | Україна                 | 21                      | Туреччина            | 24                   | Україна                 | 21                      |
| 9     | Румунія                 | 19                      | Молдова              | 23                   | Німеччина               | 20                      |
| 10    | Угорщина                | 17                      | Польща               | 23                   | Вірменія                | 19                      |

### Чоловіки, вільний стиль
| Дисципліна | Золото                      | Срібло                      | Бронза                     |
| ---------- | --------------------------- | --------------------------- | -------------------------- |
| 57 кг      | Георгій Едішерашвілі (AZE)  | Андрій Дуков (ROU)          | Заур Угуєв (RUS)           |
| 57 кг      | Георгій Едішерашвілі (AZE)  | Андрій Дуков (ROU)          | Сулейман Атлі (TUR)        |
| 61 кг      | Владімер Хінчегашвілі (GEO) | Ахмед Чакаєв (RUS)          | Володя Франгулян (ARM)     |
| 61 кг      | Владімер Хінчегашвілі (GEO) | Ахмед Чакаєв (RUS)          | Андрій Перпеліца (MDA)     |
| 65 кг      | Ільяс Бекбулатов (RUS)      | Борислав Новачков (BUL)     | Девід Хабат (SLO)          |
| 65 кг      | Ільяс Бекбулатов (RUS)      | Борислав Новачков (BUL)     | Зураб Якобішвілі (GEO)     |
| 70 кг      | Франк Чамісо (ITA)          | Магомедмурад Гаджієв (POL)  | Руслан Дібіргаджієв (AZE)  |
| 70 кг      | Франк Чамісо (ITA)          | Магомедмурад Гаджієв (POL)  | Ісраїл Касумов (RUS)       |
| 74 кг      | Сонер Демірташ (TUR)        | Мурад Сулейманов (AZE)      | Ахмед Гаджімагомедов (RUS) |
| 74 кг      | Сонер Демірташ (TUR)        | Мурад Сулейманов (AZE)      | Григор Григорян (ARM)      |
| 86 кг      | Даурен Куруглієв (RUS)      | Олександр Гостієв (AZE)     | Селім Яшар (TUR)           |
| 86 кг      | Даурен Куруглієв (RUS)      | Олександр Гостієв (AZE)     | Іштван Вереб (HUN)         |
| 97 кг      | Риза Їлдирим (TUR)          | Олександр Гуштин (BLR)      | Михаїл Ганєв (BUL)         |
| 97 кг      | Риза Їлдирим (TUR)          | Олександр Гуштин (BLR)      | Елізбар Одікадзе (GEO)     |
| 125 кг     | Таха Акгюль (TUR)           | Джамаладдін Магомедов (AZE) | Леван Беріанідзе (ARM)     |
| 125 кг     | Таха Акгюль (TUR)           | Джамаладдін Магомедов (AZE) | Гено Петріашвілі (GEO)     |

### Чоловіки, греко-римська
| Дисципліна | Золото                  | Срібло                   | Бронза                      |
| ---------- | ----------------------- | ------------------------ | --------------------------- |
| 59 кг      | Християн Фрис (SRB)     | Іво Ангелов (BUL)        | Мінгіян Семенов (RUS)       |
| 59 кг      | Християн Фрис (SRB)     | Іво Ангелов (BUL)        | Іван Лізатович (CRO)        |
| 66 кг      | Артем Сурков (RUS)      | Давор Штефанек (SRB)     | Гога Гогіберашвіллі (GEO)   |
| 66 кг      | Артем Сурков (RUS)      | Давор Штефанек (SRB)     | Сослан Дауров (BLR)         |
| 71 кг      | Балінт Корпаші (HUN)    | Павло Лях (BLR)          | Абуязид Манцигов (RUS)      |
| 71 кг      | Балінт Корпаші (HUN)    | Павло Лях (BLR)          | Александар Максимович (SRB) |
| 75 кг      | Тарек Абдельсалам (BUL) | Чингіз Лабазанов (RUS)   | Казбек Кілов (BLR)          |
| 75 кг      | Тарек Абдельсалам (BUL) | Чингіз Лабазанов (RUS)   | Тамаш Лерінц (HUN)          |
| 80 кг      | Зураб Датунашвілі (GEO) | Радік Кулієв (BLR)       | Аслан Атем (TUR)            |
| 80 кг      | Зураб Датунашвілі (GEO) | Радік Кулієв (BLR)       | Адлан Акієв (RUS)           |
| 85 кг      | Віктор Лерінц (HUN)     | Метехан Башар (TUR)      | Ніколай Байряков (BUL)      |
| 85 кг      | Віктор Лерінц (HUN)     | Метехан Башар (TUR)      | Рамзін Ацицзір (GER)        |
| 98 кг      | Фелікс Балдауф (NOR)    | Олександр Грабовик (BLR) | Балаж Кішш (HUN)            |
| 98 кг      | Фелікс Балдауф (NOR)    | Олександр Грабовик (BLR) | Артур Алексянан (ARM)       |
| 130 кг     | Риза Каяалп (TUR)       | Балінт Лам (HUN)         | Віталій Щур (RUS)           |
| 130 кг     | Риза Каяалп (TUR)       | Балінт Лам (HUN)         | Леван Арабулі (GEO)         |

### Жінки, вільний стиль
| Дисципліна | Золото                     | Срібло                          | Бронза                   |
| ---------- | -------------------------- | ------------------------------- | ------------------------ |
| 48 кг      | Марія Стадник (AZE)        | Ілона Семків (UKR)              | Фредріка Петерссон (SWE) |
| 48 кг      | Марія Стадник (AZE)        | Ілона Семків (UKR)              | Аліна Вуч (ROU)          |
| 53 кг      | Ванесса Колодинська (BLR)  | Наталія Малишева (RUS)          | Ніна Хеммер (GER)        |
| 53 кг      | Ванесса Колодинська (BLR)  | Наталія Малишева (RUS)          | Марія Преволаракі (GRE)  |
| 55 кг      | Біляна Дудова (BUL)        | Катерина Гончар-Янушкевич (BLR) | Матільда Рів'єр (FRA)    |
| 55 кг      | Біляна Дудова (BUL)        | Катерина Гончар-Янушкевич (BLR) | Альона Колесник (AZE)    |
| 58 кг      | Грейс Буллен (NOR)         | Маріана Кердівара-Єшану (MDA)   | Лаура Мертенс (GER)      |
| 58 кг      | Грейс Буллен (NOR)         | Маріана Кердівара-Єшану (MDA)   | Емеше Барка (HUN)        |
| 60 кг      | Любов Овчарова (RUS)       | Анастасія Григор'єва (LAT)      | Юганна Маттссон (SWE)    |
| 60 кг      | Любов Овчарова (RUS)       | Анастасія Григор'єва (LAT)      | Тетяна Омельченко (AZE)  |
| 63 кг      | Моніка Михалик (POL)       | Тайбе Юсейн (BUL)               | Сара да Коль (ITA)       |
| 63 кг      | Моніка Михалик (POL)       | Тайбе Юсейн (BUL)               | Юлія Ткач (UKR)          |
| 69 кг      | Анастасія Братчикова (RUS) | Марія Мамошук (BLR)             | Алла Черкасова (UKR)     |
| 69 кг      | Анастасія Братчикова (RUS) | Марія Мамошук (BLR)             | Кумба Ларрок (FRA)       |
| 75 кг      | Ясемін Адар (TUR)          | Жанетт Немет (HUN)              | Світлана Саєнко (MDA)    |
| 75 кг      | Ясемін Адар (TUR)          | Жанетт Немет (HUN)              | Епп Мяе (EST)            |